# باربارا کوک
باربارا کوک (انگلیسی: Barbara Cook; ۲۵ اکتبر ۱۹۲۷ – ۸ اوت ۲۰۱۷) بازیگر، خوانندگی اهل ایالات متحده آمریکا بود. وی بین سال‌های ۱۹۵۰ تا ۲۰۱۷ میلادی فعالیت می‌کرد.
وی همچنین برندهٔ جوایزی همچون جایزه مرکز کندی شده‌است.